# 油麻地果欄案
油麻地果欄案是在香港1970年代發生的重大案件。有販毒集團涉嫌在油麻地果欄販賣毒品，其後發展為轟動一時的集體貪污案。
1975年3月，販毒集團開始在果欄一帶崛起，並且開始販賣毒品。1976年5月，工商署在果欄附近拘捕1名美國籍的混血兒、其妻及其他數名涉嫌負責毒品包裝的人，並且搜獲毒品，他們被控以藏毒罪名。同年8月10日，皇家香港警察隊毒品調查科在全香港多處採取行動，檢獲大量毒品，拘捕多人。案中3名疑犯指執法人員懷疑貪污，向總督特派廉政專員公署尋求協助，遂揭開事件的序幕。
1977年，廉政公署採取多次行動，拘捕多名涉案人士。案件在3月正式開審，5月審結，首腦認罪，被判入獄18年；另4名主犯被判罪名成立，分別被判入獄11至13年。後來其中3名疑犯轉為控方污點證人，廉政公署正式開始跟他們錄取口供，以助調查相關的集體貪污案，首腦和其中1名疑犯後來獲得減刑。9月，廉政公署展開行動，先後扣查87名涉嫌受賄的警務人員，稍後全部獲准保釋。10月28日，警察集會抗議廉政公署對警務人員進行調查，繼而前往香港警察總部向時任警務處處長施禮榮遞交反對廉政公署請願書，而約40名警務人員走到位於中環和記大廈的廉政公署執行處總部以表不滿。11月5日，當時的香港總督麥理浩爵士頒布局部特赦令，宣佈在1977年1月1日以前所曾經貪污而未經檢控的公務員可以獲得特赦，衝突才得以平息。而廉政公署執行處亦在頒布局部特赦令後，終止調查83宗案件。1978年9月，集體貪污案進行審訊，有26人被控串謀妨礙司法公正；其中18人罪名成立，分別被判監1年零7個月至5年。

## 相關參見
- 警廉衝突
- 葛柏
- 颜雄

## 外部連結
- 香港廉政公署 - 油麻地果欄案 （页面存档备份，存于）